# 華やかな誤算
『華やかな誤算』（はなやかなごさん）は、1985年12月13日から1986年2月28日までTBS系列・金曜ドラマ枠で放送された日本のテレビドラマ。
『父母の誤算』『親と子の誤算』に続く、小山内美江子脚本の“誤算シリーズ”第3弾。

## スタッフ
- 脚本：小山内美江子（1-7話、胆嚢の切除手術後の療養のため降板）、横田与志（7-11話）
- 演出：生野慈朗、井下靖央、竹之下寛次
- プロデューサー：竹之下寛次
- 音楽：マーク・ゴールデンバーグ
- 製作著作：TBS

## キャスト
- 楠田雄三：杉浦直樹
子会社に出向させられ、毎日辛い境遇に置かれている、いわゆる窓際族。その中でベンチャー企業の実業家・大町と出会い、戸惑いながらこれに第2の人生を賭けようとしている。
- 大町順：古尾谷雅人
学生企業「ベンチャーING」を立ち上げ、これが成功した後も実業家、経営者として年商5億を誇るようになった。今も彼の元に野心と行動力のある若者が集まって来る。
- 楠田登志子：吉行和子
雄三の妻。結婚して以来、子供の世話は姑に任せて自分は働いていたが、姑が亡くなったとは専業主婦に戻る。娘・康子の反発に遭って心が病んでいる。
- 上条全子（芸能プロ社長）：遥くらら
学生時代は大町の学生企業に参画し、今はガレージショップを経営する傍ら芸能プロダクションの社長となり、康子を“保護者”として引き取ることに。かつて大町とは恋人同士だったが別れている。
- 楠田康子：佐倉しおり
雄三の娘、中学2年生。母親に対する祖母の愚痴を聞きながら育つ。父が家族に隠していたという父の本当の姿を見たのがきっかけで家出する。
- 江川宗泰：石黒賢
大学3年生。親のためにも就職活動をしてはいるが、やや気が弱い所があり、大町の会社で使われる形で仕事をしている。
- 笠原萌：戸川純
パフォーマーとして特異な才能を持ち、ミュージシャンを目指して上京して来たが挫折、全子の店で働くうちに再び音楽活動に本気で取り組むようになる。
- 楠田章一（雄三の息子）：福田博章
- 向井（闇ブローカー）：角野卓造
- 堀池良重：室井滋
- 荒谷明：三上博史
- 梅谷良輔：遠藤憲一
- 川辺ユキ：野村真美
- 神崎一郎：観音子剛

（出典：）

## あらすじ
雄三（杉浦）は定年までまだ間があるサラリーマンだが、職場でいわゆる「窓際族」として疎外される日々を送っていた。ある日、駅前で渡された求人ビラにふと惹かれ面接に訪れると、そこはマンションの一画で学生数人が働く、大町（古尾谷）率いるイベント企画のベンチャー会社だった。とりあえず経理担当として手を貸すことになった雄三は、初めは会社の未熟さに戸惑うものの、大町の信頼もあり次第に学生たちの前向きな力強さに心を動かされてゆく。一方、雄三の行動に不審を持った娘・康子（佐倉）は、父を尾行するうちにベンチャーが企画したタレントオーディションの舞台に出てしまう。康子は大町のかつての恋人で芸能プロ社長の上条（遥）の目に留まり、デビューの話が進められるが、堅実な生活を頑なに守ってきた雄三の妻・登志子（吉行）は、娘を思いとどまらせるよう雄三に説得を懇願する。しかしベンチャーに新たな生き甲斐を見出し始めていた雄三は康子の挑戦に理解を示すようになっていた。

## 主題歌
- 浜田省吾「BIG BOY BLUES」（作詞・作曲：浜田省吾、編曲：板倉雅一　CBSソニー）

## 挿入歌
- マーク・ゴールデンバーグ「TERRA NOSTRA」
  - 多くの挿入曲が同アルバムの楽曲（中でも「CARIBE!」はサブテーマ曲のように使用された）だが、一部前作「L' Homme A Valise（鞄を持った男）」から「Orpheus, No[3]」「Little Sheba」も使われた。

## サブタイトル
| 話数 | 放送日         | サブタイトル             | 脚本                  | 演出       |
| ---- | -------------- | ------------------------ | --------------------- | ---------- |
| 1    | 1985年12月13日 | 父の面接試験             | 小山内美江子          | 生野慈朗   |
| 2    | 1985年12月20日 | もう家には帰りません!    | 小山内美江子          | 生野慈朗   |
| 3    | 1985年12月27日 | ディスコ・パーティ大混乱 | 小山内美江子          | 井下靖央   |
| 4    | 1986年1月10日  | 妻の追及                 | 小山内美江子          | 井下靖央   |
| 5    | 1986年1月17日  | 父のあやまち             | 小山内美江子          | 生野慈朗   |
| 6    | 1986年1月24日  | 2年間の専属契約          | 小山内美江子          | 生野慈朗   |
| 7    | 1986年1月31日  | ベンチャー分裂           | 小山内美江子 横田与志 | 井下靖央   |
| 8    | 1986年2月7日   | サラ金からの融資         | 横田与志              | 生野慈朗   |
| 9    | 1986年2月14日  | くだかれた野望           | 横田与志              | 竹之下寛次 |
| 10   | 1986年2月21日  | はかない夢を見た         | 横田与志              | 生野慈朗   |
| 11   | 1986年2月28日  | あたらしい出発           | 横田与志              | 生野慈朗   |